# Bathyvermilia zibrowiusi
Bathyvermilia zibrowiusi är en ringmaskart som beskrevs av Kupriyanova 1993. Bathyvermilia zibrowiusi ingår i släktet Bathyvermilia och familjen Serpulidae. Inga underarter finns listade i Catalogue of Life.